# Pelecopsis nigroloba
Pelecopsis nigroloba là một loài nhện trong họ Linyphiidae.
Loài này thuộc chi Pelecopsis. Pelecopsis nigroloba được miêu tả năm 1995 bởi Fei, Gao & Zhu.